# Park Narodowy Majella
Park Narodowy Majella (wł. Parco Nazionale della Majella) – park narodowy utworzony 6 grudnia 1991 położony w centralnej części Włoch w regionie Abruzja na terenach prowincji Chieti, L’Aquila i Pescara zajmujący powierzchnię około 740 km².

## Geografia
Park zajmuje powierzchnię 740 km² leżąc głównie na terenach górzystych, około 55% obszaru parku znajduje się powyżej 2000 m n.p.m. Park znajduje się na obszarach masywów Majella, Morrone, Porrara, Pizzalto i Rotella, które rozdzielone są dolinami. Majella rozciąga się na wysokościach od 130 do 2793 m n.p.m. posiadając w swych granicach 30 szczytów powyżej 2000 m n.p.m. Do najwyższych szczytów na terenie parku można zaliczyć Mt. Amaro 2793 m n.p.m., Mt. Acquaviva 2737 m n.p.m., Mt. Focalone 2676 m n.p.m., Mt. Rotondo 2656 m n.p.m., Mt. Macellaro 2646 m n.p.m. czy Pesco Falcone 2546 m n.p.m. Oprócz górskich szczytów na terenie parku warto wyróżnić obecność ponad 100 jaskiń w tym Grotta del Cavallone czy Grotta Nera.
W parku można również natrafić na ukształtowane w czwartorzędzie formy polodowcowe takie jak kotły lodowcowe.
Park znajduje się na terenach 41 gmin w tym: Abbateggio, Cansano, Fara San Martino, Lama dei Peligni, Montenerodomo, Pescocostanzo, Pratola Peligna, San Valentino in Abruzzo Citeriore czy Taranta Peligna.

## Flora i fauna
Flora parku charakteryzuje się dużą różnorodnością, można tu wyróżnić ponad 1700 gatunków roślin co stanowi około 30% roślinności całych Włoch.

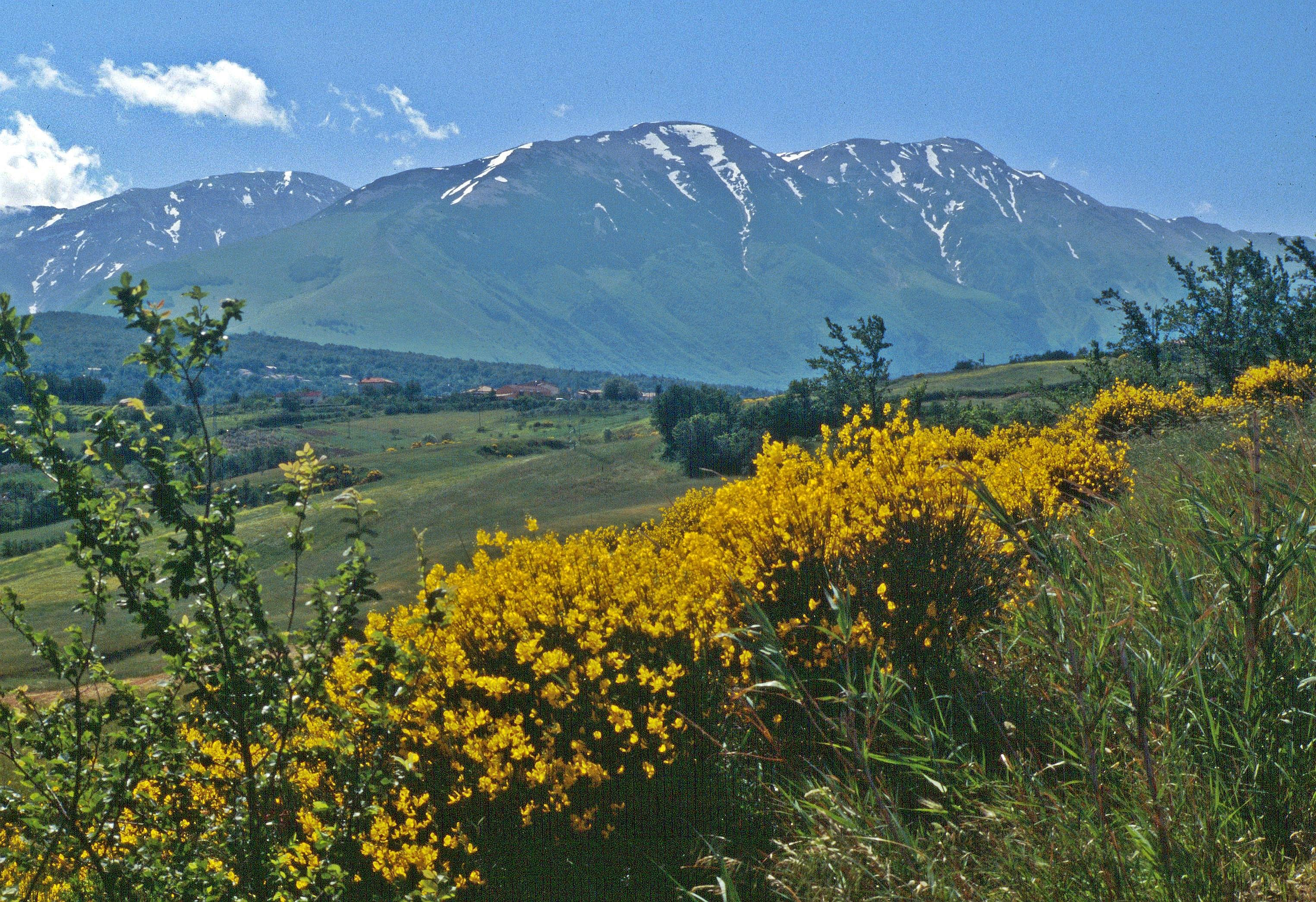
Widok na Park Narodowy Majella

Lasy zajmują około 39% całej powierzchni parku, głównie można spotkać dęby, jesiony i graby oraz w wyższych rejonach (od 800 do 1800 m n.p.m.) lasy bukowe. Z gatunków drzew znaleźć można takie jak klon lobela, sosna czarna czy dąb ostrolistny.
Jeszcze wyższe partie parku zostały zdominowane przez kosodrzewinę. Występują tam takie gatunki roślin jak Viola magellensis, Ranunculus magellensis, szarotka alpejska, Carex capillaris, jałowiec sabiński, obuwik pospolity czy Taraxacum glaciale.
W parku można spotkać wiele gatunków ssaków, ptaków, gadów i płazów. Z ssaków warto wymienić takie jak wilk apeniński, Ursus arctos marsicanus podgatunek niedźwiedzia brunatnego, jelenie czy kozica południowa. Z ptaków: orzeł przedni, wieszczek, góropatwa skalna oraz mornel. Z gadów i płazów można na trafić na takie jak: żmija łąkowa, salamandra plamista, Salamandrina perspicillata czy kumak włoski.